# Сульфид калия
Калия сульфид — бинарное неорганическое химическое соединение калия с серой. Представляет собой соединение с формулой K2S.

## Физические свойства
Сульфид калия K2S — бесцветные кубические кристаллы (a = 0,739 нм, Z=4; пространственная группа Fm3m). Хорошо растворимы в воде (с гидролизом). Растворим в спирте и глицерине. Гигроскопичен, образует ди- и пентагидраты.

## Получение
Прямой синтез из элементов:
{\displaystyle {\mathsf {2K+S{\xrightarrow {100-200^{o}C}}K_{2}S}}}
Восстановление сульфата калия водородом:
{\displaystyle {\mathsf {K_{2}SO_{4}+4H_{2}{\xrightarrow {600^{o}C,Fe_{2}O_{3}}}K_{2}S+4H_{2}O}}}
или углеродом (в промышленности — кокс):
{\displaystyle {\mathsf {K_{2}SO_{4}+4C{\xrightarrow {900^{o}C}}\ K_{2}S+4CO}}}
Сульфит калия при нагревании диспропорционирует:
{\displaystyle {\mathsf {4K_{2}SO_{3}{\xrightarrow {600^{o}C}}\ K_{2}S+3K_{2}SO_{4}}}}

## Химические свойства
На воздухе медленно окисляется:
{\displaystyle {\mathsf {2K_{2}S+2O_{2}+H_{2}O\longrightarrow \ K_{2}S_{2}O_{3}+2KOH}}}
в зависимости от условий проведения этой реакции образуются побочные продукты: коллоидная сера, полисульфиды калия.
Сульфид калия при поджигании сгорает:
{\displaystyle {\mathsf {2K_{2}S+2O_{2}{\xrightarrow {>500^{o}C}}\ K_{2}SO_{4}}}}
Так как сероводород является слабой кислотой, то сульфид калия разлагается кислотами:
{\displaystyle {\mathsf {K_{2}S+2HCl\longrightarrow \ 2KCl+H_{2}S\uparrow }}}
Концентрированные кислоты могут окислять выделяемый сероводород:
{\displaystyle {\mathsf {K_{2}S+3H_{2}SO_{4}\longrightarrow \ 2KHSO_{4}+SO_{2}\uparrow +S\downarrow +2H_{2}O}}}
При кипячении раствора сульфида калия с серой или сплавления его с серой образуются полисульфиды:
{\displaystyle {\mathsf {K_{2}S+(n-1)S\rightarrow K_{2}S_{n}}}}
для калия выделены полисульфиды вплоть до n = 6.
При пропускании через раствор сульфида калия избытка сероводорода образуется гидросульфид калия:
{\displaystyle {\mathsf {K_{2}S+H_{2}S\longrightarrow \ 2KHS}}}
Реагирует, образовывая соединения с сульфидами Ag, Sn и другими.

## Применение
Калия сульфид компонент светочувствительных эмульсий в фотографии, аналитический реагент для разделения сульфидов металлов, является компонентом входящим в состав для удаления наружного слоя шкур.

### В пиротехническом деле
Сульфид калия образуется при сжигании пороха.